# ان‌جی‌سی ۹۵
ان‌جی‌سی ۹۵ (به انگلیسی: NGC 95) یک کهکشان مارپیچی با قدر ظاهری ۱۳٫۴ است که در صورت فلکی ماهی قرار دارد.